# Girishk
Girishk és una vila de l'Afganistan, a la província de Helmand, a la riba dreta del riu Helmand a 125 km a l'oest de Kandahar en la carretera d'Herat. Vers 1960 tenia uns deu mil habitants.
No apareix esmentada abans de Nadir Shah (mort 1747) que va conquistar la fortalesa el 1737 però probablement la fortalesa existia des de temps abans per controlar el pas del riu. Fou el centre de la tribu dels barakzai. Girishk fou ocupada pels britànics a la primera Guerra Anglo-afganesa i s'hi va establir una petita guarnició de sipais que va resistir amb èxit un setge de nou mesos.

## Referència
Encyclopædia Britannica, Edició XI (domini públic).